# 上原高家
上原 高家（うえはら たかいえ）は、室町時代中期から後期にかけての武将。丹波国守護代上原賢家の子。

## 出自
丹波上原氏は元々は信濃国に根拠を持ち、神官として諏訪大社の大祝も務めた諏訪氏の支族で、諏訪敦家の子・五郎敦成が同国上原に移住して上原姓を称したことに始まる。
上原敦成の子・上原九郎成政（景正）が建久4年（1193年）丹波に移住し、何鹿郡物部、並びに西保地頭職を拝領し土着。またその際に成政は諏訪明神の分霊を祀って氏神とし、領内の各所に諏訪神社を創設し祀らせた。細川頼之に仕えた上原成基の代には細川家の合議機関である「内衆」に名を連ねるなど台頭を見せた。
たびたび書状の上で物部姓を名乗ったが、系図の上では関連性が見いだせないので、物部は地名から取られたものと思われる。

## 概要
丹波上原氏は高家の兄・元秀が細川政元の寵臣となり大いに活躍、元秀は文明14年（1482年）、内藤氏に替わり丹波守護代に任ぜられ、上原氏は全盛期を迎える。しかし、急速な台頭は細川家家中の反感を買い、台頭と同じく急速な没落を迎えることとなる。明応2年（1493年）10月に元秀が同僚である長塩弥六と斬り合いとなり、その時に負った傷が元で翌月死亡（明応2年11月18日）する。父賢家が丹波守護代を継承するが、明応4年（1495年）7月、政元の馬廻りと上原氏被官の争い（双方死亡）が元で政元の怒りを買い、赤沢朝経が賢家殺害を政元に進言したため、賢家は丹波、さらに近江国へと逃れ同年12月30日に病死、上原氏は没落した。
賢家の死後、高家は豊前守の受領名を継承し越前国朝倉氏を頼る。朝倉氏は越前の支配をめぐり旧主斯波氏と対立し、長享・延徳の乱では幕府側陣中において両家の当主である朝倉貞景と斯波義寛の間で争論が起きているが、この前後、朝倉氏の幕府出仕のため、調停に奔走したのが上原賢家・元秀父子であった。朝倉氏は上原父子の働きを恩に思い、明応の政変が起きると家臣を上洛させて、上原勢と共に逮捕された将軍足利義材の警固に当たっている。こうした縁をたどって高家は越前へ赴き、朝倉家では弓道師範として活躍した。永正13年（1516年）8月には一乗谷において吉田新助に秘伝を伝授したと伝えられている。朝倉氏関連の史料では、高家の後、その子孫と思われる上原左京亮、上原神八郎が天文年間に登場するが、それ以降の記録に上原氏は登場しない。